# 荻原博子
荻原 博子（おぎわら ひろこ、1954年5月27日 - ）は、日本の経済評論家、ジャーナリスト。

## 来歴
長野県小諸市出身。長野県上田染谷丘高等学校、明治大学文学部卒業。大学卒業後は経済評論家の亀岡大郎に師事し、亀岡大郎取材班グループでビジネス誌の記事を担当。1982年、27歳の時にルポライター転身を目指し独立。
「満州・浅間開拓の記」という満州引揚者のルポを書くために、約1年間、長野県大日向村を取材。国が国民を棄て去る「棄民」を知り、戦争の酷さを精神的に受け止められず、本は完成し出版されたがルポライターの道を諦め、再びビジネスの世界で記事を書くようになったとしている。
テレビやネット番組のコメンテーター、解説者、パネリストとしても活動している。ビートたけしのTVタックルや朝まで生テレビ!などの討論系バラエティにも、積極的に出演している。2014年には「第27回日本メガネベストドレッサー賞・経済界部門」を受賞している。近年は、YouTube番組であるデモクラシータイムスに出演している。

## 主張・投資手法
- 投資は競馬とパチンコと同じ「ギャンブル」と主張している。そして、インデックス投信について、「他人任せが嫌なのと、中身が見えにくくなるため」と嫌っている。そのため、2023年時点で「業種を代表するような銘柄」で配当が出る個別株を複数買うという分散投資手法をしている。自己の投資のやり方について、「現在の価格」より3割安くなったら買い、「現在の価格」より1割高くなったら売り注文を出す、含み損は塩漬けにしておくと明かしている。自己の投資手法について、「釣り糸投資」と名付けている[4]。
- 住宅ローンについては、現金があって残債があるなら「何をおいてもローンの返済を最優先」とし、繰上返済を推奨している[4]。
- インフレを不安視する人に対して、投資で資産を増やすことを考えるよりも、借金を減らすことを「鉄則」と推奨している [4]。
- 国は民の幸せのためにあるべきで、国が民を踏み台にしたり、捨てたりすることは、絶対にあってはならないし、そういうことを二度とさせないために文句を言うのがジャーナリストの仕事だ、との信念を持つ[1]。そのため、一貫して「国の保証」や「生命保険」に疑問を持ち、手持ち現金を確保すべきという観点からの評論を行っている[5]。
- 2010年からデフレを見越し、借金を減らし投資を控える「資産防衛」を提唱している[6][7]。
- 2013年の株高・円安は安倍晋三の経済政策「アベノミクス」の効果ではなく、アメリカ主導の円安基調の影響であると述べている[8]。また、株高・円安は企業が儲かるだけであり、貧富の格差は更に広がると述べている[8]。
- 円安は輸入品目の値上がりの面での影響が大きく、赤字が拡大することで日本経済にとってマイナスであると述べている[8]。
- 日本がデフレを脱却できない最大の理由は、労働者の賃金が上がらず購買力が高まらなかったからであると述べている[8]。
- AbemaTVでひろゆきと対談した。その際に、ひろゆきがNISAの運用方法として全世界株式インデックスファンド(オルカン)や全米株式インデックスファンドという2種のインデックス投信を購入することを長期投資での資産増加手法として推奨する意見を述べた。それに対して、日本がインフレ率2％以内の状況かつ投資者が資産1,000万円以上を保有してないならNISA制度は使うべきではないと主張した。さらにはこの2点を満たしているなら「投資とギャンブルと同じ」であり、逆にその現金を投資、ギャンブル、パチンコ、宝くじの好きな資産増加のやり方として使っても良いと主張した[9]。
- リーマン・ショック後に「分散投資」をした際に、自己の保有株が全て失敗投資になった経験から、新NISA(少額投資非課税制度)、配当の無い金融商品に否定的である。NISAのつみたて投資枠で買える投資信託は金融庁が定めた基準を満たした低コストで長期・積立・分散に適している厳選されたインデックス投信&一部のアクティブ投資信託[10][11]300本弱(全体6000本中)となっている。しかし、彼女投信全体について、「その手数料をとって投資信託を運用しているファンドマネージャーたちは、おそらく長期を見据えての運用など考えていません。」とインデックス投信の運用までアクティブ投信のように認識している。「投資信託が大嫌い」と明かしているが、その理由について配当株なら値下がり時もしても損失も「配当が出ることがあるので何とかがまんできます」とし、投資信託だと損失中も手数料をとられるからだと述べている[12]。

## 出演

### テレビ番組
- ズームイン!!SUPER（日本テレビ）
- 朝まで生テレビ!（テレビ朝日）
- ビートたけしのTVタックル（テレビ朝日）
- みんなのニュース ONE（東海テレビ）
- たかじんのそこまで言って委員会（読売テレビ）
- 報道2001（フジテレビ）
- 日曜討論（NHK総合）
- ピンポン!（TBS）
- スーパーモーニング（テレビ朝日）
- 太田光の私が総理大臣になったら…秘書田中。（日本テレビ）
- 日本の、これから（NHK総合）
- きょう発プラス!（TBS）
- 新報道2001（フジテレビ）
- THE・サンデー NEXT（日本テレビ）
- 朝日新聞クロストーク（CS朝日ニュースター）
- 愛川欽也 パックイン・ジャーナル（CS朝日ニュースター）
- 感涙!時空タイムス（テレビ東京）
- 生活ほっとモーニング（NHK総合）
- ワールドビジネスサテライト（テレビ東京）
- サンデースクランブル（テレビ朝日）
- NNNニュースプラス1（日本テレビ）
- 爆問ビジネス研究所（テレビ東京）
- 家計診断 おすすめ悠々ライフ（NHK総合）
- どうする!ニッポンの真相（テレビ東京）
- （特）情報とってもインサイト（TBS）
- 水曜ノンフィクション（TBS）
- やじうまプラス（テレビ朝日）
- ベストタイム（TBS）『荻原博子のしあわせおサイフ救助隊』担当
- ひるおび!（TBS、2009年9月30日 - ）『荻原博子の節約 家計仕分け人』担当
- おもいッきりPON!（日本テレビ、2009年10月9日 - 2010年3月26日）金曜日コメンテーター
- PON!（日本テレビ、2010年4月2日 - 2014年3月28日）金曜日コメンテーター
- ワイド!スクランブル（テレビ朝日、2013年4月3日 - 2014年3月26日）水曜日コメンテーター
- ゴゴスマ -GO GO!Smile!-（中部日本放送）火曜準レギュラー
- とびっきり!しずおか（静岡朝日テレビ）月曜レギュラー

### ウェブ番組
- デモクラシータイムス（YouTube）
- ABEMA Prime（ABEMA）

### ラジオ
- 夕やけ寺ちゃん 活動中（文化放送、木曜日コメンテーター）
- 斉藤一美 ニュースワイドSAKIDORI!（文化放送、金曜日コメンテーター）
- 大竹まこと ゴールデンラジオ!（文化放送、不定期）

### 映画
- 老後の資金がありません!（2021年10月30日公開）- 荻原博子（本人）役[13]

## 著書

### 単著
- 『満州・浅間開拓の記―長野県大日向分村開拓団の記録』（長野県大日向分村開拓団開拓史編纂委員会編　と記載) 銀河書房 1983
- 『Hanakoのmoney book 1990～1991』マガジンハウス 1990
- 『家賃で家が買える!! 通勤1時間のマイホーム』扶桑社 1991
- 『所帯を持ちたい男の経済学 タフに、優しく20代を生きぬくために 人生は愛と勇気とサム・マネー』中経出版 1992
- 『こんなに安くなる120の非常識 緊急マネーチェック』青春出版社 1993
- 『素敵なミセスのマネー&ライフ 子育てからマイホームまで、賢いお金の活用法を徹底指南!』PHP研究所 1993
- 『超やりくり術10万円の法則 あくせくしないで毎月トクをする』青春出版社 1994
- 『わが家のお金大革命 1年で50万円は安くなる 超低金利・デフレ時代の緊急リストラ事典』青春出版社 1995
- 『知らないと損するお金の常識・非常識』ベストセラーズ 1996
- 『毎日お得なやりくり秘伝帳 給料日前にまだ7万円の超余裕! 安く、楽しく、家計を浮かす知恵とワザ』青春出版社 1996
- 『国からお金を取り戻す77の方法 いま、大転換!厚生年金・健康保険・所得税』青春出版社(プレイブックス) 1997
- 『荻原博子の家計簿クリニック ムダを省いてお金を浮かす』扶桑社(Odaiba! mook) 1997
- 『生命保険は掛け捨てにしなさい! 低金利時代の賢い生命保険の掛け方・見直し方』ダイヤモンド社 1997
- 『シティバンクに気をつけろ! 日本人は本当の金融ビッグバンを知らない!』ダイヤモンド社 1998
- 『すぐ効く・おいしいマネープラン 不況を笑い飛ばせ!』扶桑社 1998
- 『超やりくり術新・10万円の法則』青春出版社 1999
- 『儲かる!インターネット活用秘伝』小学館(お金のことがよく分かる本) 2000
- 『保険会社では絶対に教えてくれない生命保険の原価』ダイヤモンド社 2000
- 『内緒で年100万円が貯まるやりくり術』小学館(お金のことがよく分かる本 1) 2000
- 『「自分年金」のつくり方』ぶんか社 2000
- 『新年金制度勝利の方程式 日本版401k・投資信託がすぐ分かる本』小学館(お金のことがよく分かる本　2000
- 『一生、必要なお金に困らないで暮らせる本』三笠書房 2000  のち王様文庫
- 『定額貯金を満期まで頑張れた人の大事なお金預け方新常識 金融破綻時代を安全に乗り切るために』青春出版社 2000
- 『あなたのローンを0にする本』ダイヤモンド社 2001
- 『今よりもっと裕福に暮らせるお金のトクする知識71』三笠書房 2001
- 『職人を泣かせて建てた三〇〇年住める家』2001 角川oneテーマ21
- 『女25歳からの「お金」の本  (貯める・殖やす・使う)キホンの知恵』大和書房 2002
- 『決定版!あなたのお金防衛術』2002 小学館文庫
- 『子どもを"金持ち"にする15の方法』主婦の友社 2002
- 『雪ダルマ式にお金が貯まる「貯蓄生活」』三笠書房(王様文庫)2003
- 『今すぐわかる損得計算 家計見直し56の秘訣』KKベストセラーズ 2004
- 『年金大貧民時代をスイスイ生き抜く知恵　20代、30代、40代、50代、一生独身まで、ひと目でわかる年代別のサバイバル術』徳間書店 2004
- 『2008年破綻する家計生き残る家計 あなたの資産を確実に守る方法』ダイヤモンド社 2005
- 『破綻寸前!?国のサイフ家計のサイフ 大増税時代と格差社会を生き抜く方法』ダイヤモンド社 2006
- 『100万円貯める家計ドリル』講談社 2006
- 『7つのお金で一生困らない!』マガジンハウス 2007
- 『給料はこうして増やしなさい! 手取りが月3万円アップする45の方法』ダイヤモンド社 2008
- 『家計破綻に勝つ! 40代からの生き残りマネー戦略』2008 学研新書
- 『生活危機時代のお金と暮らしの総点検ノート』マガジンハウス 2008
- 『月1万円ひねり出す!今すぐできる荻原流(得)テクニック』日本経済新聞出版社 2009
- 『「家計崩壊」させないために知っておきたいお金の話』PHP研究所 2009
- 『超お金健康法 タイタニック不況にカツ!』あ・うん 2009
- 『医療保険なんていりません!』洋泉社 新書y 2009
- 『荻原博子の今よりもっと!節約術』2009 祥伝社黄金文庫
- 『一行節約術 お金が貯まる!出費が減る!! 一年間で132万円貯まる! 貯金編』イースト・プレス 2009
- 『あなたに貯金が必要な本当の理由』2010 ぶんか社文庫
- 『これから一生!貯金生活ができる本』三笠書房 2010
- 『荻原式デフレを乗り切るマネー術』幻冬舎 2010
- 『家計・非常事態宣言 やってはいけない投資・借金・個人年金』2010 朝日新書
- 『荻原式デフレに負けない貯金術』イースト・プレス 2010
- 『現ナマ主義 不況に打ち勝つ最強のルール』2011.1 ベスト新書
- 『やってはいけないお金の習慣 今のままでは年収800万円でも家計は破綻する!』青春出版社 2011
- 『荻原式老後のマネー戦略』集英社 2011　のち文庫
- 『くらし安心!お金の大事典』2011 中公新書ラクレ
- 『現ナマ主義 不況に打ち勝つ最強のルール』ベスト新書 2011
- 『震災不況でも倒れない家計術』徳間書店 2011
- 『やってはいけないお金の習慣 今のままでは年収800万円でも家計は破綻する!』青春出版社 2011
- 『荻原博子の金持ち老後貧乏老後』毎日新聞社 2012
- 『将来、お金に困らない自分年金をつくる本 家計ひとつで定年までに1500万円プラスする』青春出版社 2012
- 『荻原博子の「アベノミクス」に負けない安心家計』毎日新聞社 2013
- 『貯め込むな!お金は死ぬ前に使え。』マガジンハウス 2014
- 『荻原博子のどんと来い、老後! 年金、医療、介護、相続…お金の心配、すべて解決!』毎日新聞出版 2015
- 『ちょい投資 怖がりだけど欲張りなあなたの投資講座』中央公論新社 2015
- 『荻原博子のハッピー老後 貯金ゼロでも大丈夫!』毎日新聞出版 2016
- 『おトクなお金はどっち?こっち! クイズでわかる「貯まる!」「トクする!」お金の仕組み』講談社 2016
- 『隠れ貧困 中流以上でも破綻する危ない家計』朝日新書 2016
- 『10年後破綻する人、幸福な人』新潮新書 2016
- 『やってはいけないお金の習慣 老後のための最新版 知らないと5年後、10年後に後悔する39のこと』青春出版社 2016
- 『おひとり様でも、一生お金に困らない本』PHP研究所, 2017
- 『投資なんか、おやめなさい』新潮新書 2017
- 『老前破産 年金支給70歳時代のお金サバイバル』朝日新書 2018
- 『払ってはいけない 資産を減らす50の悪習慣』新潮新書 2018
- 『安倍政権は、消費税を上げられない』ベスト新書 2018
- 『荻原博子のグレート老後 人生100年時代の節約術』毎日新聞出版, 2018
- 『投資バカ 50歳を過ぎたら取ってはいけないお金のリスク』宝島社新書 2018
- 『年金だけでも暮らせます 決定版・老後資産の守り方』PHP新書 2019
- 『騙されてませんか 人生を壊すお金の「落とし穴」42』新潮新書 2019
- 『やっぱり借金減らして現金増やせ! "2000万円"なくても老後資金は足りてます (セブン&アイ出版学び新書) セブン&アイ出版, 2019
- 『役所は教えてくれない定年前後「お金」の裏ワザ』SB新書 2019
- 『荻原博子の貯まる家計』毎日新聞出版, 2019
- 『保険ぎらい 「人生最大の資産リスク」対策』PHP新書 2020
- 『最強の相続』文春新書 2020
- 『「郵便局」が破綻する』朝日新書 2020.5

### 共編著・監修
- 『Hanakoのmoney book』ワーキング・ウーマン・グループ共著 マガジンハウス 1989
- 『ミセス荻原の住まいのマネー大百科 1995』責任編集 実業之日本社(実用百科) 1994
- 『ローンと税金に強くなる住まいのマネー100の常識』飯田太郎共著 実業之日本社 1995
- 『荻原博子のパソコン使っておいしい節約』鈴木眞里子共著 インプレス 1999
- 『荻原博子のインターネット株式・投信入門』アスキー 2000
- 『荻原博子の住宅ローン得な借り方・損しない返し方』中経出版 2000
- 『お金が空から降ってくる』森田正光共著 小学館(お金のことがよく分かる本 4) 2001
- 『荻原博子の「金持ち」への道しるべ 今のままではアナタはカモ!』講談社 2003
- 『荻原博子のお金まるわかり読本』学習研究社 2004
- 『荻原博子の家計まるわかり読本』学習研究社 2004
- 『荻原博子の毎月貯まる超ラクラク節約ノート』青春出版社 2004
- 『トクするソンする暮らしに役立つお金の常識』「週刊現代」マネー取材チーム共編著 講談社 2005
- 『荻原博子の年金で足りない「定年後のお金」はこうしなさい!』主婦と生活社(生活シリーズ) 2005
- 『荻原博子のみるみる貯まる!お金の本』学習研究社 2006
- 『荻原博子のラクラク書き込み式超節約家計ノート』青春出版社 2006
- 『荻原博子の「家計力」 2007年、大増税時代に勝つ!』角川SSコミュニケーションズ 2006
- 『荻原博子のマンガでわかるハッピー「家計力」』西岡りきマンガ 2007 (角川SSCムック)
- 『荻原博子の年金「いまこそ確認」完全ガイド』アスキー 2007
- 『荻原博子の貯まる!お金book』主婦の友社 2008
- 『細野真宏の「株」「投資信託」「外貨預金」がわかる基礎の基礎講座』（細野真宏、森永卓郎との共著・講談社）
- 『小学生からの知っておきたい「お金」のすべて』全5巻　監修 文溪堂 2015
- 『どうなる?これからのお金図鑑』監修. 文溪堂, 2019
- 『もしものときに困らないこれで安心ノート』草薙一郎共監修. 家の光協会, 2019.1
- 『荻原博子節約の◯と× これで老後はこわくない。 人気No.1家計のプロ、「やりくり」の極意。』[監修]. マガジンハウス, 2019.9